# Muehlenbeckia triloba
Muehlenbeckia triloba är en slideväxtart som beskrevs av Danrer. Muehlenbeckia triloba ingår i släktet sliderankor, och familjen slideväxter. Inga underarter finns listade i Catalogue of Life.